# 美術館図書館前駅
美術館図書館前駅（びじゅつかんとしょかんまええき）は、福島県福島市森合字台にある福島交通飯坂線の駅である。

## 歴史
福島大学経済学部森合キャンパスの最寄り駅であったが、大学が移転し、跡地に福島県立美術館と福島県立図書館が完成したため現在の名称となった。

### 年表
- 1924年（大正13年）4月13日：福島飯坂電気軌道（後の飯坂電車）が福島 - 飯坂（現・花水坂駅）間の開業と同時に、森合駅（もりあいえき）として開業。
- 1927年（昭和2年）10月1日 ：会社合併に伴い福島電気鉄道（現・福島交通）の駅となる。
- 1942年（昭和17年）7月17日：福島 - 森合間経路変更に伴い移転。
- 1991年（平成3年）4月1日 ：美術館図書館前駅に改称[1]。
- 2023年（令和5年）11月:駅舎改築工事竣工[2]。

## 駅構造
| 改築前の駅舎（2007年2月） |  | ホーム（2011年7月、遠景） |
| 改築前の駅舎（2007年2月） |  | ホーム（2011年7月、遠景） |

島式ホーム1面2線の地上駅である。当駅は朝と夕方に駅員が配置されている。出札口（朝と夕方のみ）、自動券売機、NORUCA専用簡易改札機、ベンチ、自動販売機、トイレがある。
曽根田駅と同様に、当駅もJR東日本東北本線の東側に位置する。なお、福島から続いた東北本線との並走は当駅の北側で終わる（東北本線は直進するが、飯坂線は西方向へカーブして東北本線を乗り越すため）。

### のりば
| のりば | 路線    | 方向 | 行先         | 備考       |
| ------ | ------- | ---- | ------------ | ---------- |
| 反対側 | ■飯坂線 | 下り | 飯坂温泉方面 | 東北本線側 |
| 駅舎側 | ■飯坂線 | 上り | 福島方面     |            |

※案内上ののりば番号は割り当てられていない。

## 利用状況
2010年度の乗車人員は258人であった。近年の1日平均乗降・乗車人員は以下の通り。
| 年度   | 1日平均 乗車人員 | 1日平均 乗降人員 |
| ------ | ---------------- | ---------------- |
| 2010年 | 258              |                  |
| 2011年 |                  | 322              |
| 2012年 |                  | 445              |
| 2013年 |                  | 415              |
| 2014年 |                  | 475              |
| 2015年 |                  | 447              |
| 2016年 |                  | 506              |
| 2017年 |                  | 541              |
| 2018年 |                  | 493              |

## 駅周辺
東側
- 福島県立美術館
- 福島県立図書館
- 福島県立福島高等学校
- 福島交通「県立美術館入口」停留所

西側
- 福島県立福島工業高等学校
- 福島森合簡易郵便局
- 福島県道3号福島飯坂線
- 愛宕神社
- 正眼寺
- 森合運動公園
- 福島交通「森合」停留所

## 隣の駅
福島交通
■飯坂線
曽根田駅 - 美術館図書館前駅 - 岩代清水駅